# Brody (powiat staszowski)
Brody – wieś sołecka w Polsce, położona w województwie świętokrzyskim, w powiecie staszowskim, w gminie Oleśnica.
| SIMC    | Nazwa      | Rodzaj     |
| ------- | ---------- | ---------- |
| 0257041 | Brody Małe | przysiółek |
| 0257058 | Francówka  | część wsi  |
| 0257064 | Pod Lasem  | część wsi  |

W latach 1975–1998 miejscowość należała administracyjnie do województwa kieleckiego.